# Pegomya hyperparasitica
Pegomya hyperparasitica är en tvåvingeart som beskrevs av Mark Deyrup 1989. Pegomya hyperparasitica ingår i släktet Pegomya och familjen blomsterflugor.
Artens utbredningsområde är Washington. Inga underarter finns listade i Catalogue of Life.